# Poelpiraat
De poelpiraat (Pirata piraticus) is een spin uit de familie van de wolfspinnen (Lycosidae). De wetenschappelijke naam van de soort werd, als Araneus piraticus, in 1758 gepubliceerd door Carl Alexander Clerck.

## Kenmerken
Het vrouwtje is 4,5 tot 9 mm groot, het mannetje wordt 4 tot 6,5 mm. Het kopborststuk is gelig of groenig. Het achterlijf is middel- tot olijfbruin. Aan beide kanten van het kopborststuk en achterlijf zit een witte band. De poten zijn groenig geel.

## Habitat en verspreiding
De poelpiraat komt voor in stilstaande of langzaam stromende wateren in het Holarctisch gebied.